# Neanthes trifasciata
Neanthes trifasciata är en ringmaskart som först beskrevs av Ehlers 1901.  Neanthes trifasciata ingår i släktet Neanthes och familjen Nereididae. Inga underarter finns listade i Catalogue of Life.